# 利纳雷斯国际象棋超级大赛
利纳雷斯国际象棋超级大赛（英語：Linares chess tournament），每年举行一次，一般是在二月。因比赛地点在西班牙安达卢西亚自治區哈恩省的利纳雷斯而得名。被誉为国际象棋的温布尔登。是每年三大国际象棋比赛，其它两个是维克安泽国际象棋超级大赛和多特蒙德国际象棋超级大赛。
比赛由西班牙商人Luis Rentero赞助，第一届于1978年举行。那时它还不是高水平的比赛，结果不知名的瑞典棋手Jaan Eslon夺冠（与阿根廷的Roberto Debarnot并列）。下一年的比赛后，利纳雷斯赛改为两年一次，直到1987年没有比赛：那年利纳雷斯主办候选人决赛，即决定谁挑战卡斯帕罗夫，由卡尔波夫对安德烈·沙卡洛夫。1987年的比赛推迟到1988年，之后利纳雷斯超级大赛就每年举行一次（除了1996年，因举办女子国际象棋世界锦标赛）。
1998年比赛形式从单循环赛改为七人双循环赛，即每位参赛棋手与所有其他棋手下两盘，一黑一白。
从2006年开始到现在，前半部分比赛在墨西哥城举行，后半部分比赛还是在利纳雷斯。故而这项比赛有时被称作莫雷利亚-利纳雷斯（Morelia - Linares）超级大赛。

## 历届冠军
- 1978年 Jaan Eslon
- 1979年 拉里·克里斯汀森（Larry Christiansen）
- 1981年 阿納托利·卡爾波夫 and 拉里·克里斯汀森
- 1983年 鲍里斯·斯帕斯基
- 1985年 柳博米尔·柳博耶维奇 and 罗伯特·休勃纳
- 1988年 Jan Timman
- 1989年 瓦西里·伊万丘克
- 1990年 加里·基莫维奇·卡斯帕罗夫
- 1991年 瓦西里·伊万丘克
- 1992年 加里·基莫维奇·卡斯帕罗夫
- 1993年 加里·基莫维奇·卡斯帕罗夫
- 1994年 阿納托利·卡爾波夫（史上第一个XVIII级比赛）
- 1995年 瓦西里·伊万丘克
- 1997年 加里·基莫维奇·卡斯帕罗夫
- 1998年 维斯瓦纳坦·阿南德
- 1999年 加里·基莫维奇·卡斯帕罗夫
- 2000年 弗拉基米尔·鲍里索维奇·克拉姆尼克 和 加里·基莫维奇·卡斯帕罗夫
- 2001年 加里·基莫维奇·卡斯帕罗夫
- 2002年 加里·基莫维奇·卡斯帕罗夫
- 2003年 列科（与弗拉基米尔·鲍里索维奇·克拉姆尼克并列冠军，但小分更高）
- 2004年 弗拉基米尔·鲍里索维奇·克拉姆尼克
- 2005年 加里·基莫维奇·卡斯帕罗夫（与维塞林·托帕洛夫积分相同，因执黑胜局更多而获胜）
- 2006年 阿罗尼扬
- 2007年 维斯瓦纳坦·阿南德
- 2008年 维斯瓦纳坦·阿南德
- 2009年 格里斯丘克